# Moigny-sur-École
Moigny-sur-École (prononcé [mwa.ɲi syʁ e.kɔl] ) est une commune française située à quarante-huit kilomètres au sud-est de Paris dans le département de l'Essonne en région Île-de-France.
Ses habitants sont appelés les Moignacois.

## Géographie

### Situation

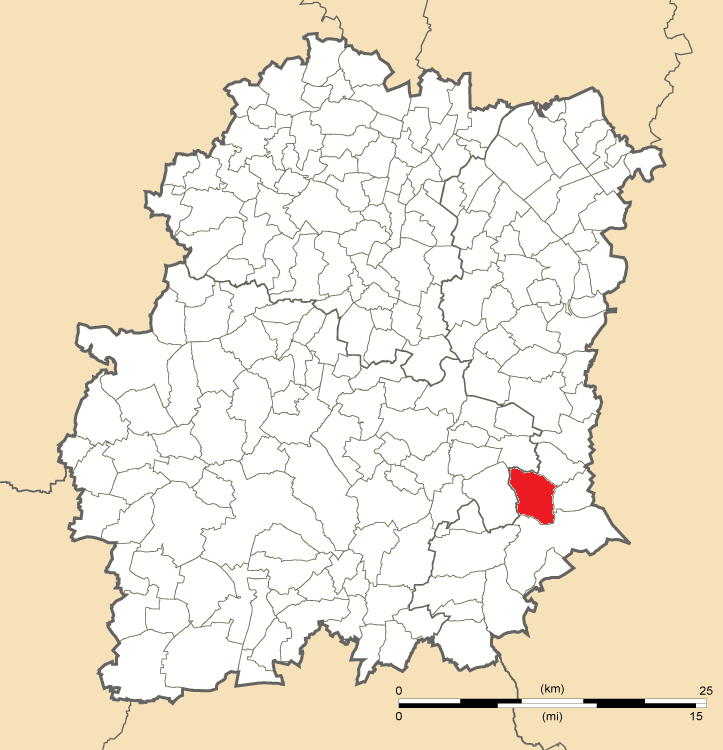
Position de Moigny-sur-École en Essonne.

Moigny-sur-École est située à quarante-huit kilomètres au sud-est de Paris-Notre-Dame, point zéro des routes de France, vingt-trois kilomètres au sud d'Évry, vingt-deux kilomètres à l'est d'Étampes, trois kilomètres au nord de Milly-la-Forêt, dix kilomètres au sud-est de La Ferté-Alais, vingt kilomètres au sud de Corbeil-Essonnes, vingt-trois kilomètres au sud-est d'Arpajon, vingt-sept kilomètres au sud-est de Montlhéry, trente-cinq kilomètres au sud-est de Palaiseau, trente-cinq kilomètres au sud-est de Dourdan.
| Type d’occupation           | Pourcentage | Superficie (en hectares) |
| --------------------------- | ----------- | ------------------------ |
| Espace urbain construit     | 5,4 %       | 65,56                    |
| Espace urbain non construit | 2,6 %       | 32,12                    |
| Espace rural                | 92,0 %      | 1 127,08                 |
| Source : Iaurif-MOS 2008    |             |                          |

### Communes limitrophes
| Videlles             |                  | Dannemois |
| Boutigny-sur-Essonne | Moigny-sur-École | Courances |
|                      | Milly-la-Forêt   |           |

### Lieux-dits, écarts et quartiers
La Maison Neuve, la Croix Blanche, Cochet, Launay.

### Hydrographie
La commune est bordée à l'est par la rivière l'École.

### Climat
Pour des articles plus généraux, voir Climat de l'Île-de-France et Climat de l'Essonne.
En 2010, le climat de la commune est de type climat océanique dégradé des plaines du Centre et du Nord, selon une étude du CNRS s'appuyant sur une série de données couvrant la période 1971-2000. En 2020, Météo-France publie une typologie des climats de la France métropolitaine dans laquelle la commune est exposée à un climat océanique altéré et est dans la région climatique Sud-ouest du bassin Parisien, caractérisée par une faible pluviométrie, notamment au printemps (120 à 150 mm) et un hiver froid (3,5 °C). 
Pour la période 1971-2000, la température annuelle moyenne est de 11,1 °C, avec une amplitude thermique annuelle de 15,6 °C. Le cumul annuel moyen de précipitations est de 663 mm, avec 10,6 jours de précipitations en janvier et 7,4 jours en juillet. Pour la période 1991-2020, la température moyenne annuelle observée sur la station météorologique la plus proche, située sur la commune de Courdimanche-sur-Essonne à 6 km à vol d'oiseau, est de 11,6 °C et le cumul annuel moyen de précipitations est de 594,8 mm,. Pour l'avenir, les paramètres climatiques de la commune estimés pour 2050 selon différents scénarios d'émission de gaz à effet de serre sont consultables sur un site dédié publié par Météo-France en novembre 2022.

## Urbanisme

### Typologie
Au 1er janvier 2024, Moigny-sur-École est catégorisée bourg rural, selon la nouvelle grille communale de densité à sept niveaux définie par l'Insee en 2022.
Elle est située hors unité urbaine. Par ailleurs la commune fait partie de l'aire d'attraction de Paris, dont elle est une commune de la couronne,. Cette aire regroupe 1 929 communes,.

## Toponymie
L'origine du nom de la commune est peu connue, il pourrait provenir du nom d'un chef local Monius ou du mot monios signifiant voyageur ou moniacum signifiant moine.
Elle fut créée en 1793 avec le simple nom de Moigny, l'ajout de la mention à la rivière l'École se fit en 1971.

## Histoire
Moigny-sur-École était bien occupée dès la préhistoire comme le témoigne un polissoir : la Roche Grénolée. Il se situe dans le bois de Tartibois, en bordure de chemin situé juste au sud et parallèle au PR.
Louis de Bourron, est seigneur de Moigny en 1506. Un parent est dans le même temps seigneur de Saint-Germain-sur-Ecole.  

## Politique et administration

### Rattachements administratifs et électoraux
Antérieurement à la loi du 10 juillet 1964, la commune faisait partie du département de Seine-et-Oise. La réorganisation de la région parisienne en 1964 fit que la commune appartient désormais au département de l'Essonne et à son arrondissement d'Évry , après un transfert administratif effectif au 1er janvier 1968. Pour l'élection des députés, elle fait partie de la deuxième circonscription de l'Essonne.
Elle faisait partie depuis 1793 du canton de Milly-la-Forêt. Dans le cadre du redécoupage cantonal de 2014 en France, la commune est rattachée au canton de Mennecy.

### Intercommunalité
La commune est membre de la Communauté de communes des 2 Vallées, évolution de l'ancien district de Milly-la-Forêt créé en 1973, et qui a porté le nom de  communauté de communes de la Vallée de l’Ecole puis de communauté de communes des 2 Vallées.

### Tendances et résultats politiques
Élections présidentielles
Résultats des deuxièmes tours :
- Élection présidentielle de 2002 : 76,29 % pour Jacques Chirac (RPR), 23,71 % pour Jean-Marie Le Pen (FN), 84,47 % de participation[27].
- Élection présidentielle de 2007 : 59,34 % pour Nicolas Sarkozy (UMP), 40,66 % pour Ségolène Royal (PS), 89,24 % de participation[28].
- Élection présidentielle de 2012 : 58,07 % pour Nicolas Sarkozy (UMP), 41,93 % pour François Hollande (PS), 86,41 % de participation[29].

Élections législatives
Résultats des deuxièmes tours :
- Élections législatives de 2002 : 65,71 % pour Franck Marlin (UMP), 34,29 % pour Gérard Lefranc (PCF), 57,99 % de participation[30].
- Élections législatives de 2007 : 51,10 % pour Franck Marlin (UMP) élu au premier tour, 19,22 % pour Marie-Agnès Labarre (PS), 61,04 % de participation[31].
- Élections législatives de 2012 : 62,82 % pour Franck Marlin (UMP), 37,18 % pour Béatrice Pèrié (PS), 58,66 % de participation[32].

Élections européennes
Résultats des deux meilleurs scores :
- Élections européennes de 2004 : 21,97 % pour Harlem Désir (PS), 15,91 % pour Marine Le Pen (FN), 42,34 % de participation[33].
- Élections européennes de 2009 : 33,87 % pour Michel Barnier (UMP), 20,37 % pour Daniel Cohn-Bendit (Europe Écologie), 45,89 % de participation[34].
- Élections européennes de 2014 : 31,89 % pour Aymeric Chauprade (FN), 18,31 % pour Alain Lamassoure (UMP), 46,94 % de participation[35].

Élections régionales
Résultats des deux meilleurs scores :
- Élections régionales de 2004 : 45,01 % pour Jean-François Copé (UMP), 39,94 % pour Jean-Paul Huchon (PS), 69,05 % de participation[36].
- Élections régionales de 2010 : 50,96 % pour Valérie Pécresse (UMP), 49,04 % pour Jean-Paul Huchon (PS), 50,71 % de participation[37].

Élections cantonales et départementales
Résultats des deuxièmes tours :
- Élections cantonales de 2004 : 61,30 % pour Jean-Jacques Boussaingault (UMP), 38,70 % pour Martine Stehlin (PS), 69,05 % de participation[38].
- Élections cantonales de 2011 : 58,59 % pour Jean-Jacques Boussaingault (UMP), 41,41 % pour Marie-Anne Bachelerie (PS), 45,09 % de participation[39].

Élections municipales
Résultats des deuxièmes tours :
La commune ayant une population comprise entre 1 000 et 2 500 habitants, les élections municipales ne sont en scrutin de liste majoritaire avec prime majoritaire au vainqueur que depuis les élections municipales de 2014. Les données antérieures ne peuvent être résumées ici.
Référendums
- Référendum de 2000 relatif au quinquennat présidentiel : 72,03 % pour le Oui, 27,97 % pour le Non, 31,75 % de participation[40].
- Référendum de 2005 relatif au traité établissant une Constitution pour l'Europe : 52,55 % pour le Non, 47,45 % pour le Oui, 74,28 % de participation[41].

### Liste des maires
| Période                                  | Période                  | Identité                                                  | Étiquette | Qualité |
| ---------------------------------------- | ------------------------ | --------------------------------------------------------- | --------- | --- |
| Les données manquantes sont à compléter. |                          |                                                           |           | |
| 1954                                     | 1959                     | Roland Deneuville                                         | DVD       | |
| Les données manquantes sont à compléter. |                          |                                                           |           | |
| juin 1995                                | En cours (au 19/04/2024) | Pascal Simonnot (Chevalier de l'ordre national du Mérite) | DVD       | Contrôleur de gestion Président de la CC des 2 Vallées (Depuis 2013 → réélu en 2020) Président du Sirtom sud Francilien (2016 → ) Réélu pour le mandat 2014-2020 |

## Population et société

### Démographie

#### Évolution démographique
L'évolution du nombre d'habitants est connue à travers les recensements de la population effectués dans la commune depuis 1793. Pour les communes de moins de 10 000 habitants, une enquête de recensement portant sur toute la population est réalisée tous les cinq ans, les populations de référence des années intermédiaires étant quant à elles estimées par interpolation ou extrapolation. Pour la commune, le premier recensement exhaustif entrant dans le cadre du nouveau dispositif a été réalisé en 2005.

En 2022, la commune comptait 1 311 habitants, en évolution de +3,97 % par rapport à 2016 (Essonne : +2,89 %, France hors Mayotte : +2,11 %).
| 1793 | 1800 | 1806 | 1821 | 1831 | 1836 | 1841 | 1846 | 1851 |
| ---- | ---- | ---- | ---- | ---- | ---- | ---- | ---- | ---- |
| 591  | 592  | 558  | 594  | 629  | 630  | 685  | 614  | 599  |

| 1856 | 1861 | 1866 | 1872 | 1876 | 1881 | 1886 | 1891 | 1896 |
| ---- | ---- | ---- | ---- | ---- | ---- | ---- | ---- | ---- |
| 565  | 563  | 601  | 560  | 541  | 512  | 556  | 507  | 565  |

| 1901 | 1906 | 1911 | 1921 | 1926 | 1931 | 1936 | 1946 | 1954 |
| ---- | ---- | ---- | ---- | ---- | ---- | ---- | ---- | ---- |
| 503  | 462  | 500  | 430  | 428  | 431  | 503  | 522  | 553  |

| 1962 | 1968 | 1975 | 1982 | 1990  | 1999  | 2005  | 2006  | 2010  |
| ---- | ---- | ---- | ---- | ----- | ----- | ----- | ----- | ----- |
| 641  | 573  | 652  | 822  | 1 011 | 1 283 | 1 258 | 1 254 | 1 302 |

| 2015  | 2020  | 2022  | - | - | - | - | - | - |
| ----- | ----- | ----- | - | - | - | - | - | - |
| 1 265 | 1 252 | 1 311 | - | - | - | - | - | - |

#### Pyramide des âges
En 2018, le taux de personnes d'un âge inférieur à 30 ans s'élève à 28,0 %, soit en dessous de la moyenne départementale (39,9 %). À l'inverse, le taux de personnes d'âge supérieur à 60 ans est de 28,5 % la même année, alors qu'il est de 20,1 % au niveau départemental.
En 2018, la commune comptait 642 hommes pour 611 femmes, soit un taux de 51,24 % d'hommes, largement supérieur au taux départemental (48,98 %).
Les pyramides des âges de la commune et du département s'établissent comme suit.
| Hommes | Classe d’âge | Femmes |
| ------ | ------------ | ------ |
| 0,5    | 90 ou +      | 0,8    |
| 5,3    | 75-89 ans    | 5,7    |
| 22,6   | 60-74 ans    | 21,9   |
| 26,8   | 45-59 ans    | 26,4   |
| 15,8   | 30-44 ans    | 18,2   |
| 14,4   | 15-29 ans    | 11,6   |
| 14,7   | 0-14 ans     | 15,4   |

| Hommes | Classe d’âge | Femmes |
| ------ | ------------ | ------ |
| 0,5    | 90 ou +      | 1,4    |
| 5,4    | 75-89 ans    | 7,2    |
| 12,9   | 60-74 ans    | 13,9   |
| 20     | 45-59 ans    | 19,4   |
| 19,9   | 30-44 ans    | 20,1   |
| 20     | 15-29 ans    | 18,2   |
| 21,3   | 0-14 ans     | 19,8   |

### Équipements publics
La commune dispose d'une salle des fêtes depuis 1973.

### Culture

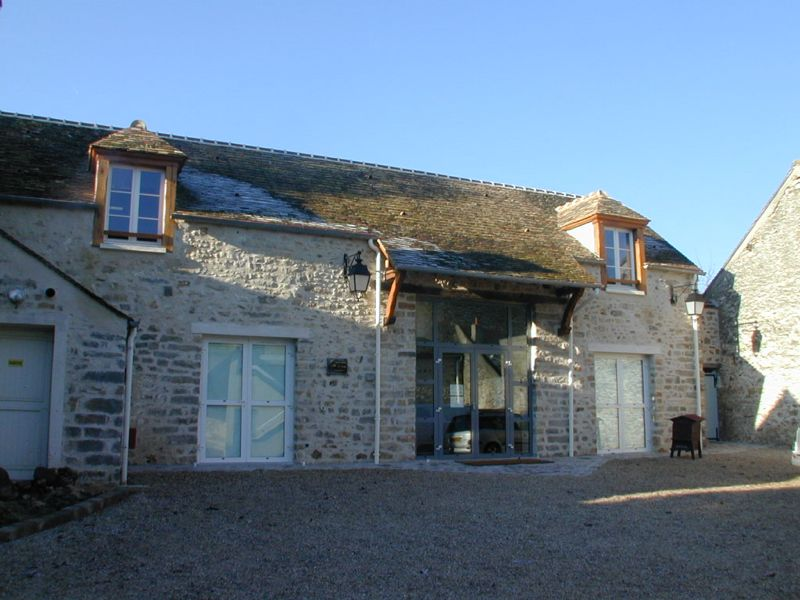
La médiathèque municipale de Moigny-sur-École.

Moigny dispose, depuis 2003, d'une médiathèque municipale qui regroupe 7500 documents[réf. nécessaire].

### Enseignement
Les élèves de Moigny-sur-École sont rattachés à l'académie de Versailles.
La commune dispose en 2010 d'une école primaire publique.

### Sports
Le village de Moigny-sur-École dispose[Quand ?] de deux terrains de tennis, d'un city-stade. d'un terrain de footbalainsi que d'un terrain de boules[réf. nécessaire].

### Lieux de culte

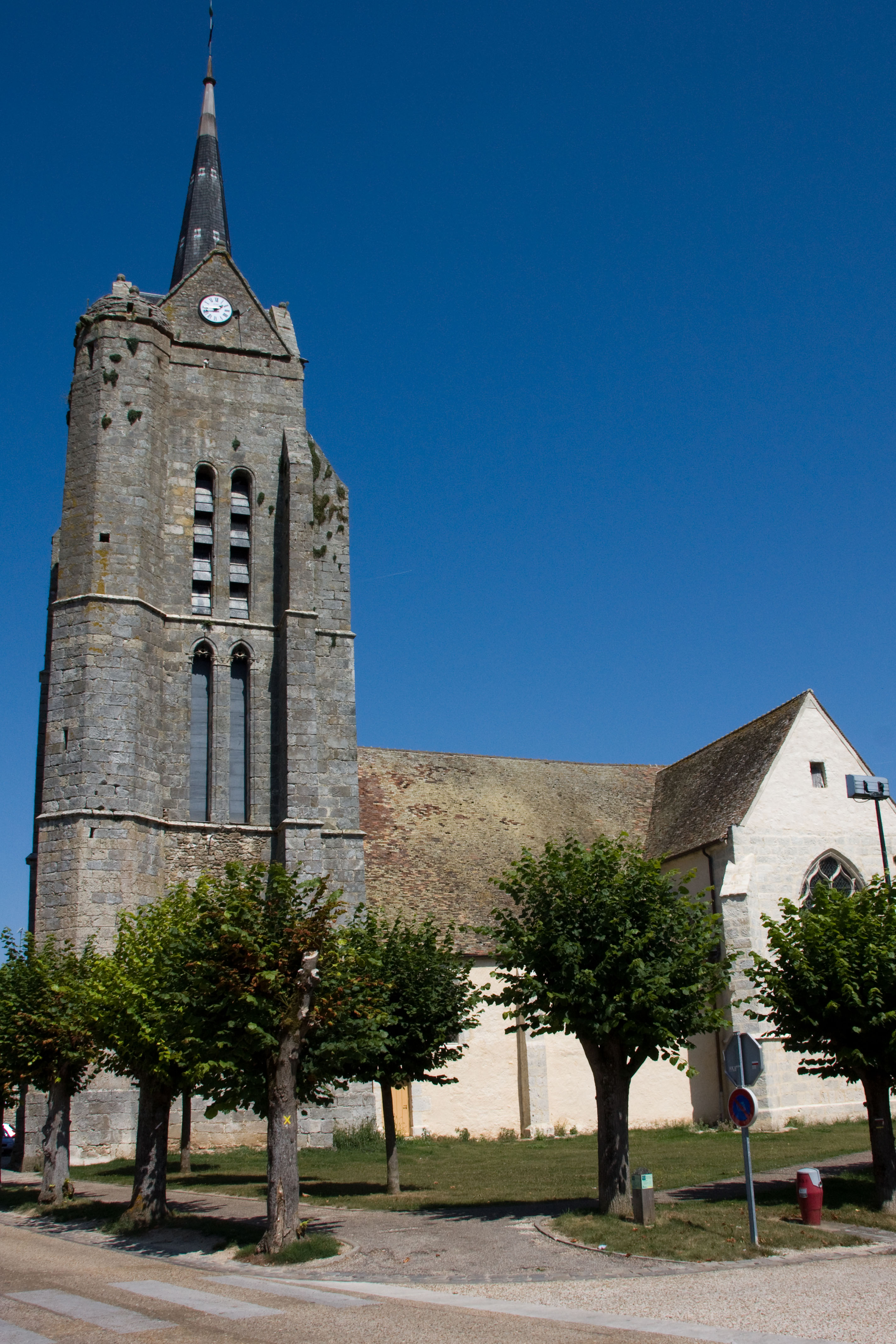
L'église Saint-Denis.

La paroisse catholique de Moigny-sur-École est rattachée au secteur pastoral de Milly-la-Forêt et au diocèse d'Évry-Corbeil-Essonnes. Elle dispose de l'église Saint-Denis.

### Médias
L'hebdomadaire Le Républicain relate les informations locales. La commune est en outre dans le bassin d'émission des chaînes de télévision France 3 Paris Île-de-France Centre, IDF1 et Téléssonne intégré à Télif.

## Économie

### Emplois, revenus et niveau de vie
En 2006, le revenu fiscal médian par ménage était de 22 425 €, ce qui plaçait la commune au 1 202e rang parmi les 30 687 communes de plus de cinquante ménages que compte le pays et au cent onzième rang départemental.
| Répartition des emplois par catégories socioprofessionnelles en 2006. |              |                                           |                                                   |                            |                          |                           |
|                                                                       | Agriculteurs | Artisans, commerçants, chefs d’entreprise | Cadres et professions intellectuelles supérieures | Professions intermédiaires | Employés                 | Ouvriers                  |
| Moigny-sur-École                                                      | -            | -                                         | -                                                 | -                          | -                        | -                         |
| Zone d’emploi d’Évry                                                  | 0,3 %        | 4,0 %                                     | 20,2 %                                            | 29,6 %                     | 28,2 %                   | 17,7 %                    |
| Moyenne nationale                                                     | 2,2 %        | 6,0 %                                     | 15,4 %                                            | 24,6 %                     | 28,7 %                   | 23,2 %                    |
| Répartition des emplois par secteurs d’activités en 2006.             |              |                                           |                                                   |                            |                          |                           |
|                                                                       | Agriculture  | Industrie                                 | Construction                                      | Commerce                   | Services aux entreprises | Services aux particuliers |
| Moigny-sur-École                                                      | -            | -                                         | -                                                 | -                          | -                        | -                         |
| Zone d’emploi d’Évry                                                  | 0,9 %        | 13,5 %                                    | 5,4 %                                             | 14,6 %                     | 16,2 %                   | 6,9 %                     |
| Moyenne nationale                                                     | 3,5 %        | 15,2 %                                    | 6,4 %                                             | 13,3 %                     | 13,3 %                   | 7,6 %                     |
| Sources : Insee,                                                      |              |                                           |                                                   |                            |                          |                           |

## Culture locale et patrimoine

### Patrimoine environnemental
Les berges de l'École et le massif boisé ont été recensés au titre des espaces naturels sensibles par le conseil départemental de l'Essonne.

### Lieux et monuments
On peut également signaler :
- la Roche Grénolée : polissoir classé aux monuments historiques en 1973[59] ;
- l'église Saint-Denis datée des XIIIe et XIVe siècles, inscrite aux monuments historiques en 1926[60],[61].

### Moigny-sur-École dans les arts
- 2023 : Tapie de Tristan Séguéla et Olivier Demangel, avec Laurent Lafitte et Joséphine Japy.

### Héraldique
| Blason de Moigny-sur-École. | Les armes de Moigny-sur-École se blasonnent : Écartelé : au 1) de gueules à une tour d'argent ouverte et ajourée du champ ; au 2) d'azur à une jumelle ondée d'argent ; au 3) de gueules à une tierce d'argent en barre ; au 4) d'azur à une serpe et un couteau affrontés en pal, tous deux d'argent. Ce blason est une création originale de la commune. |